# Matt McKeon
Matthew John McKeon (ur. 24 sierpnia 1974 w Saint Louis) – amerykański piłkarz, grający podczas kariery na pozycji pomocnika. Obecnie trener piłkarski.

## Kariera klubowa
W 1995 roku Matt McKeon ukończył Saint Louis University. Podczas studiów występował w szkolnej drużynie w rozgrywkach uniwersyteckich w klubie St. Louis Billikens.
W 1996 roku został zawodnikiem występującego w nowo utworzonych rozgrywkach Major League Soccer – Kansas City Wizards. W klubie z Kansas grał (z krótką przerwą na roczną grę w Colorado Rapids) do końca kariery do 2002 roku. Łącznie w latach 1996-2002 w MLS rozegrał 172 mecze, których strzelił 13 bramek.
| Sezon | Klub                | Kraj              | Rozgrywki           | Mecze | Bramki |
| ----- | ------------------- | ----------------- | ------------------- | ----- | ------ |
| 1996  | Kansas City Wizards | Stany Zjednoczone | Major League Soccer | 12    | 0      |
| 1997  | Kansas City Wizards | Stany Zjednoczone | Major League Soccer | 31    | 4      |
| 1998  | Kansas City Wizards | Stany Zjednoczone | Major League Soccer | 22    | 0      |
| 1999  | Colorado Rapids     | Stany Zjednoczone | Major League Soccer | 28    | 0      |
| 2000  | Kansas City Wizards | Stany Zjednoczone | Major League Soccer | 30    | 3      |
| 2001  | Kansas City Wizards | Stany Zjednoczone | Major League Soccer | 26    | 5      |
| 2002  | Kansas City Wizards | Stany Zjednoczone | Major League Soccer | 23    | 1      |

## Kariera reprezentacyjna
W reprezentacji Stanów Zjednoczonych McKeon zadebiutował 30 lipca 1999 roku w meczu z Niemcami, podczas Pucharu Konfederacji 1999, na którym USA zajęły 3. miejsce. Na turnieju w Meksyku wystąpił w meczu o trzecie miejsce z Arabią Saudyjską. Ten drugi mecz był zarazem ostatnim McKeona w reprezentacji. W spotkaniu tym został ukarany czerwoną kartką.